# Aculus myrsinites
Aculus myrsinites är ett spindeldjur som först beskrevs av Roivainen 1947. Aculus myrsinites är ett kvalster som ingår i släktet Aculus och familjen Eriophyidae. Arten är reproducerande i Sverige.